# Vladislav Bogićević
Vladislav Bogićević (Belgrado, 7 de novembro de 1950) é um ex-futebolista profissional bósnio, que atuava como meia.

## Carreira
Vladislav Bogićević fez parte do elenco da Seleção Iugoslava de Futebol da Copa do Mundo de 1974.